# Moldova a 2008. évi nyári olimpiai játékokon
Moldova a kínai Pekingben megrendezett 2008. évi nyári olimpiai játékok egyik részt vevő nemzete volt. Az országot az olimpián 8 sportágban 29 sportoló képviselte, akik összesen 1 érmet szereztek.

## Érmesek
| Érem  | Versenyző       | Sportág   | Versenyszám |
| ----- | --------------- | --------- | ----------- |
| Bronz | Veaceslav Gojan | Ökölvívás | Harmatsúly  |

## Atlétika
Férfi
| Versenyző           | Versenyszám     | Előfutam | Előfutam | Előfutam | Döntő   | Döntő    |
| Versenyző           | Versenyszám     | Idő      | Hely.    | Össz.    | Idő     | Helyezés |
| ------------------- | --------------- | -------- | -------- | -------- | ------- | -------- |
| Ion Luchianov       | 3000 m akadály  | 8:18,97  | 7.       | 7.       | 8:27,82 | 12.      |
| Feodosiy Ciumacenco | 20 km gyaloglás |          |          |          | 1:31:37 | 47.      |
| Iaroslav Musinschi  | Maraton         |          |          |          | 2:21:18 | 41.      |

| Versenyző         | Versenyszám   | Selejtező | Selejtező | Döntő    | Döntő    |
| Versenyző         | Versenyszám   | Eredmény  | Helyezés  | Eredmény | Helyezés |
| ----------------- | ------------- | --------- | --------- | -------- | -------- |
| Vladimir Letnicov | Hármasugrás   | 16,62     | 24.       | kiesett  | kiesett  |
| Ion Emilianov     | Súlylökés     | 18,64     | 35.       | kiesett  | kiesett  |
| Vadim Hranovschi  | Diszkoszvetés | 56,19     | 35.       | kiesett  | kiesett  |
| Roman Rozna       | Kalapácsvetés | 71,33     | 26.       | kiesett  | kiesett  |

| Versenyző        | Versenyszám | 100 m | 100 m | Távolugrás | Távolugrás | Súlylökés | Súlylökés | Magasugrás | Magasugrás | 400 m         | 400 m         | 110 m gát        | 110 m gát        | Diszkoszvetés    | Diszkoszvetés    | Rúdugrás         | Rúdugrás         | Gerelyhajítás    | Gerelyhajítás    | 1500 m           | 1500 m           | Végeredmény   | Végeredmény   |
| Versenyző        | Versenyszám | Idő   | Pont  | Eredmény   | Pont       | Eredmény  | Pont      | Eredmény   | Pont       | Idő           | Pont          | Idő              | Pont             | Eredmény         | Pont             | Eredmény         | Pont             | Eredmény         | Pont             | Idő              | Pont             | Pont          | Helyezés      |
| ---------------- | ----------- | ----- | ----- | ---------- | ---------- | --------- | --------- | ---------- | ---------- | ------------- | ------------- | ---------------- | ---------------- | ---------------- | ---------------- | ---------------- | ---------------- | ---------------- | ---------------- | ---------------- | ---------------- | ------------- | ------------- |
| Victor Covalenco | Tízpróba    | 11,87 | 677   | 650 cm     | 697        | 13,44 m   | 694       | 181 cm     | 636        | nem ért célba | nem ért célba | nem állt rajthoz | nem állt rajthoz | nem állt rajthoz | nem állt rajthoz | nem állt rajthoz | nem állt rajthoz | nem állt rajthoz | nem állt rajthoz | nem állt rajthoz | nem állt rajthoz | nem ért célba | nem ért célba |

Női
| Versenyző        | Versenyszám    | Előfutam | Előfutam | Előfutam | Elődöntő | Elődöntő | Elődöntő | Döntő         | Döntő         |
| Versenyző        | Versenyszám    | Idő      | Hely.    | Össz.    | Idő      | Hely.    | Össz.    | Idő           | Helyezés      |
| ---------------- | -------------- | -------- | -------- | -------- | -------- | -------- | -------- | ------------- | ------------- |
| Olga Cristea     | 800 m          | 2:00,59  | 4.       | 18.      | 2:00,12  | 6.       | 19.      | kiesett       | kiesett       |
| Oxana Juravel    | 3000 m akadály | 10:04:38 | 13.      | 43.      |          |          |          | kiesett       | kiesett       |
| Valentina Delion | Maraton        |          |          |          |          |          |          | nem ért célba | nem ért célba |

| Versenyző       | Versenyszám   | Selejtező | Selejtező | Döntő    | Döntő    |
| Versenyző       | Versenyszám   | Eredmény  | Helyezés  | Eredmény | Helyezés |
| --------------- | ------------- | --------- | --------- | -------- | -------- |
| Ina Gliznuţa    | Magasugrás    | 180 cm    | 29.*      | kiesett  | kiesett  |
| Zalina Marghiev | Kalapácsvetés | 64,20 m   | 37.       | kiesett  | kiesett  |
| Marina Marghiev | Kalapácsvetés | 62,12 m   | 43.       | kiesett  | kiesett  |

* - egy másik versenyzővel azonos eredményt ért el

## Birkózás

### Férfi
Szabadfogású
| Versenyző     | Versenyszám | Selejtező                     | Nyolcaddöntő      | Negyeddöntő       | Elődöntő          | Vigaszág első kör | Vigaszág elődöntő | Bronz- mérkőzés   | Döntő             | Helyezés |
| Versenyző     | Versenyszám | Ellenfél Eredmény             | Ellenfél Eredmény | Ellenfél Eredmény | Ellenfél Eredmény | Ellenfél Eredmény | Ellenfél Eredmény | Ellenfél Eredmény | Ellenfél Eredmény | Helyezés |
| ------------- | ----------- | ----------------------------- | ----------------- | ----------------- | ----------------- | ----------------- | ----------------- | ----------------- | ----------------- | -------- |
| Nicolai Ceban | 96 kg       | Kiss Gergely (HUN) · 3-5, 0-5 | kiesett           | kiesett           | kiesett           |                   |                   |                   |                   | 12.      |

### Női
Szabadfogású
| Versenyző       | Versenyszám | Selejtező         | Nyolcaddöntő                         | Negyeddöntő                    | Elődöntő          | Vigaszág első kör | Vigaszág elődöntő | Bronz- mérkőzés   | Döntő             | Helyezés |
| Versenyző       | Versenyszám | Ellenfél Eredmény | Ellenfél Eredmény                    | Ellenfél Eredmény              | Ellenfél Eredmény | Ellenfél Eredmény | Ellenfél Eredmény | Ellenfél Eredmény | Ellenfél Eredmény | Helyezés |
| --------------- | ----------- | ----------------- | ------------------------------------ | ------------------------------ | ----------------- | ----------------- | ----------------- | ----------------- | ----------------- | -------- |
| Ludmila Cristea | 55 kg       |                   | Marcia Andrade (VEN) · 0-1, 3-3, 3-3 | Tonya Verbeek (CAN) · 1-3, 0-3 | kiesett           |                   |                   |                   |                   | 10.      |

## Cselgáncs
Férfi
| Versenyző   | Versenyszám | Selejtező         | 32-es főtábla                      | Nyolcaddöntő      | Negyeddöntő       | Elődöntő          | Vigaszág első kör | Vigaszág negyeddöntő | Vigaszág elődöntő | Bronz- mérkőzés   | Döntő             | Helyezés |
| Versenyző   | Versenyszám | Ellenfél Eredmény | Ellenfél Eredmény                  | Ellenfél Eredmény | Ellenfél Eredmény | Ellenfél Eredmény | Ellenfél Eredmény | Ellenfél Eredmény    | Ellenfél Eredmény | Ellenfél Eredmény | Ellenfél Eredmény | Helyezés |
| ----------- | ----------- | ----------------- | ---------------------------------- | ----------------- | ----------------- | ----------------- | ----------------- | -------------------- | ----------------- | ----------------- | ----------------- | -------- |
| Sergiu Toma | Könnyűsúly  |                   | Davit Kevhisvili (GEO) · 0010-0021 | kiesett           | kiesett           | kiesett           |                   |                      |                   |                   |                   | 21.      |

## Kerékpározás

### Országúti kerékpározás
Férfi
| Versenyző           | Versenyszám   | Idő              | Helyezés |
| ------------------- | ------------- | ---------------- | -------- |
| Aleksandr Pliuschin | Mezőnyverseny | 6:39:42 (+15:53) | 75.      |

### Pálya-kerékpározás
Üldözőversenyek
| Versenyző          | Versenyszám                | Selejtező | Selejtező | Elődöntő     | Elődöntő  | Elődöntő | Döntő        | Döntő     | Döntő    |
| Versenyző          | Versenyszám                | Idő       | Hely.     | Ellenfél Idő | Saját idő | Hely.    | Ellenfél Idő | Saját idő | Helyezés |
| ------------------ | -------------------------- | --------- | --------- | ------------ | --------- | -------- | ------------ | --------- | -------- |
| Alexandr Pliuschin | Férfi egyéni üldözőverseny | 4:35,438  | 17.       | kiesett      | kiesett   | kiesett  | kiesett      | kiesett   | kiesett  |

## Ökölvívás
| Versenyző       | Versenyszám | Selejtező                    | Nyolcaddöntő                    | Negyeddöntő              | Elődöntő                         | Döntő             | Helyezés |
| Versenyző       | Versenyszám | Ellenfél Eredmény            | Ellenfél Eredmény               | Ellenfél Eredmény        | Ellenfél Eredmény                | Ellenfél Eredmény | Helyezés |
| --------------- | ----------- | ---------------------------- | ------------------------------- | ------------------------ | -------------------------------- | ----------------- | -------- |
| Veaceslav Gojan | Harmatsúly  | Havazsi Hacihav (BLR) · +1-1 | Ku Jü (CHN) · 13-6              | Akhil Kumár (IND) · 10-3 | Enhbatín Badar-Úgan (MGL) · 2-15 | kiesett           |          |
| Vitalie Grușac  | Váltósúly   | Gerard O'Mahony (AUS) · 7-2  | Bakit Szarszekbajev (KAZ) · RSC | kiesett                  | kiesett                          | kiesett           | 9.       |

RSC - A játékvezető sérülés miatt megállította a mérkőzést

## Sportlövészet
Férfi
| Versenyző         | Versenyszám          | Selejtező | Selejtező | Döntő   | Döntő    |
| Versenyző         | Versenyszám          | Pont      | Helyezés  | Pont    | Helyezés |
| ----------------- | -------------------- | --------- | --------- | ------- | -------- |
| Ghenadie Lisoconi | Gyorstüzelő pisztoly | 567       | 12.       | kiesett | kiesett  |

## Súlyemelés
Férfi
| Versenyző         | Versenyszám | Szakítás | Szakítás | Lökés    | Lökés    | Összesen | Helyezés |
| Versenyző         | Versenyszám | Eredmény | Helyezés | Eredmény | Helyezés | Összesen | Helyezés |
| ----------------- | ----------- | -------- | -------- | -------- | -------- | -------- | -------- |
| Igor Grabucea     | 56 kg       | 109,0    | 16.      | 130,0    | 15.      | 239,0    | 15.      |
| Alexandru Dudoglo | 69 kg       | 145,0    | 11.      | 172,0    | 9.       | 317,0    | 9.       |
| Andrei Gutu       | 77 kg       | 145,0    | 17.      | 160,0    | 21.      | 305,0    | 20.      |
| Eugen Bratan      | 94 kg       | 170,0    | 12.      | 200,0    | 13.      | 370,0    | 13.      |
| Vadim Vacarciuc   | 94 kg       | 168,0    | 13.      | 205,0    | 12.      | 373,0    | 12.      |

## Úszás
Férfi
| Versenyző      | Versenyszám | Előfutam | Előfutam | Előfutam | Elődöntő | Elődöntő | Elődöntő | Döntő   | Döntő    |
| Versenyző      | Versenyszám | Idő      | Hely.    | Össz.    | Idő      | Hely.    | Össz.    | Idő     | Helyezés |
| -------------- | ----------- | -------- | -------- | -------- | -------- | -------- | -------- | ------- | -------- |
| Andrei Zaharov | 200 m gyors | 1:58,62  | 7.       | 56.      | kiesett  | kiesett  | kiesett  | kiesett | kiesett  |
| Sergiu Postică | 100 m mell  | 1:03,83  | 2.       | 54.      | kiesett  | kiesett  | kiesett  | kiesett | kiesett  |

Női
| Versenyző           | Versenyszám | Előfutam | Előfutam | Előfutam | Elődöntő | Elődöntő | Elődöntő | Döntő   | Döntő    |
| Versenyző           | Versenyszám | Idő      | Hely.    | Össz.    | Idő      | Hely.    | Össz.    | Idő     | Helyezés |
| ------------------- | ----------- | -------- | -------- | -------- | -------- | -------- | -------- | ------- | -------- |
| Veronica Vdovicenco | 50 m gyors  | 26,92    | 5.       | 50.      | kiesett  | kiesett  | kiesett  | kiesett | kiesett  |